# Matheus Rheine
Matheus Rheine Corrêa de Souza (Brusque, 10 de dezembro de 1992) é um nadador paralímpico brasileiro. Conquistou a medalha de bronze nos Jogos Paralímpicos de Verão de 2016 no Rio de Janeiro, representando seu país na categoria 400 metros livre masculino S11, código referente à deficiência visual. Foi a primeira medalha já conquistada pelo Brasil nessa categoria.
O jovem, natural de Brusque, Santa Catarina, perdeu a visão poucos dias após nascer prematuro. Estimulado pelo pai, começou a nadar aos três anos de idade, e a competir em 2007. Entre as conquistas do atleta, também se destaca a medalha de prata no Mundial Glasgow 2015.